# Socialdemokratiska Studerande
Socialdemokratiska Studenrande - SONK (SDS Finland) är en politisk studentorganisation i Finland som grundades 1963. Socialdemokratiska Studenrande är Socialdemokraterna (Finland):s studentorganisation, vars syfte är att sammanföra studenter för att förespråka utbildning, frihet, jämlikhet, internationalism och rättvisa . Målet för Socialdemokratiska Studenrande är att främja allas rätt till utbildning, arbete och ett lyckligt liv utan att det sker på bekostnad av andra människor eller miljön .
Internationellt är Socialdemokratiska Studenrande aktiva i bland annat Föreningen Nordisk Socialdemokratisk Ungdoms (FNSU), Unga europeiska socialdemokrater (YES) och Socialistiska ungdomsinternationalen (IUSY). Internationella aktiviteter spelar en viktig roll i Socialdemokratiska Studenrande aktiviteter .